# Echinolampas dinanensis
Espèce
Echinolampas dinanensis est une espèce éteinte d'oursins de la famille des Echinolampadidae, et du genre Echinolampas.
Pour Philippe Nicolleau et Jean-Christophe Dudicourt, cette espèce est à mettre en synonymie avec Echinolampas soyei (Jean Seunes, 1896). Il n'est pas exclu pour eux que cette espèce soit un variant d'Echinolampas hemisphaericus.

## Étymologie
Sa désignation provient de la ville de Dinan où il a été découvert dans le Calcaire du Quiou.

## Répartition
Cette espèce, distinguée par Michelin et Tournouër, et décrite et figurée par Yves Bazin de Jessey, est assez abondante dans les faluns miocènes de l'Ille-et-Vilaine. Pour Jean Seunes, son test est rarement bien conservé et difficile à débarrasser des grains de quartz et de calcaire dont il est généralement encroûté.
Jean Seunes signale les caractères particuliers suivants :
- test de taille moyenne, à contour sub-pentagonal; diamètre transversal maximum entre l'apex et le bord postérieur, mais inférieur au diamètre antéro-postérieur ;
- face supérieure peu renflée, présentant en général son maximum de hauteur en arrière du sommet ambulacraire, par suite du bombement particulier de l'aire interambulacraire impaire ;
- zones porifères assez excavées ;
- zones interporifères saillantes.

Par l'ensemble de ses caractères, Echinolampas dinanensis se distingue bien des autres Echinolampas connus. Il rappelle Echinolampas laurillardi, mais il s'en distingue nettement par son contour moins orbiculaire et principalement par la surélévation de son aire interambulacraire impaire qui est plus ou moins carénée.
L'espèce est décrite comme suit par Yves Bazin de Jessey : Espèce de taille moyenne, un peu plus longue que large, arrondie en avant, allongée postérieurement : la courbe du rostre se rétrécit à partir du point de l'ambitus ou l'Echinolampas a  sa plus grande largeur. Face supérieure renflée et légèrement conique : à la région postérieure, une longue et large carène s'allonge jusqu'au-dessus du périprocte ; face inférieure un peu concave, surtout auprès du péristome. Le sommet apicial répond au péristome. Aires ambulacraires pétaloïdes, saillantes, longues, ouvertes à leurs extrémités : les deux antérieures plus courtes que les postérieures : l'aire ambulacraire impaire est plus droite et plus étroite que les autres. Zones porifères un peu déprimées : les pores internes plus arrondis que les externes auxquels un sillon les unit : l'un des côtés de chaque zone porifère est plus long que l'autre, et l'espace interporifère est plus large que les zones qui le conscrivent. Les aires ambulacraires cessent d'être pétaloïdes aux deux tiers de leur longueur : continués par de simples points peu visibles, elles s'élargissent en traversant l'ambitus et se rétrécissent de nouveau avant d'aboutir au péristome. Tubercules fins, serrés, un peu plus espacés sur la face inférieure. Péristome légèrement excentrique en avant, obscurément pentagonal, plus large que long, orné d'un floscelle, phyllodes et bourrelets bien visibles. Périprocte très près du bord, oval, transverse, presque triangulaire, ayant la pointe en avant. L'appareil apicial laisse apercevoir quatre pores ouverts dans les plaques génitales entourant la plaque madréporiforme qui est oblongue et couverte de très petits tubercules. .